# Chromatomyia crawfurdiae
Chromatomyia crawfurdiae este o specie de muște din genul Chromatomyia, familia Agromyzidae, descrisă de Mitsuhiro Sasakawa în anul 1954. Conform Catalogue of Life specia Chromatomyia crawfurdiae nu are subspecii cunoscute.